# طوكر

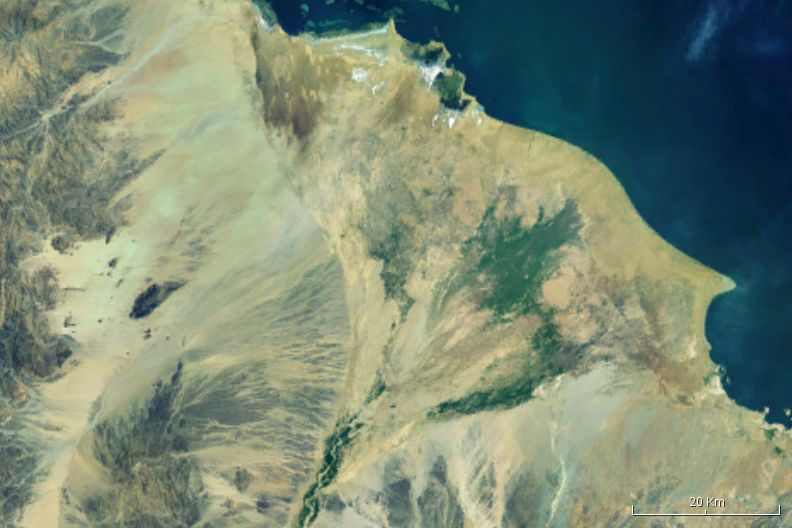
دلتا طوكر

منطقة طوكر

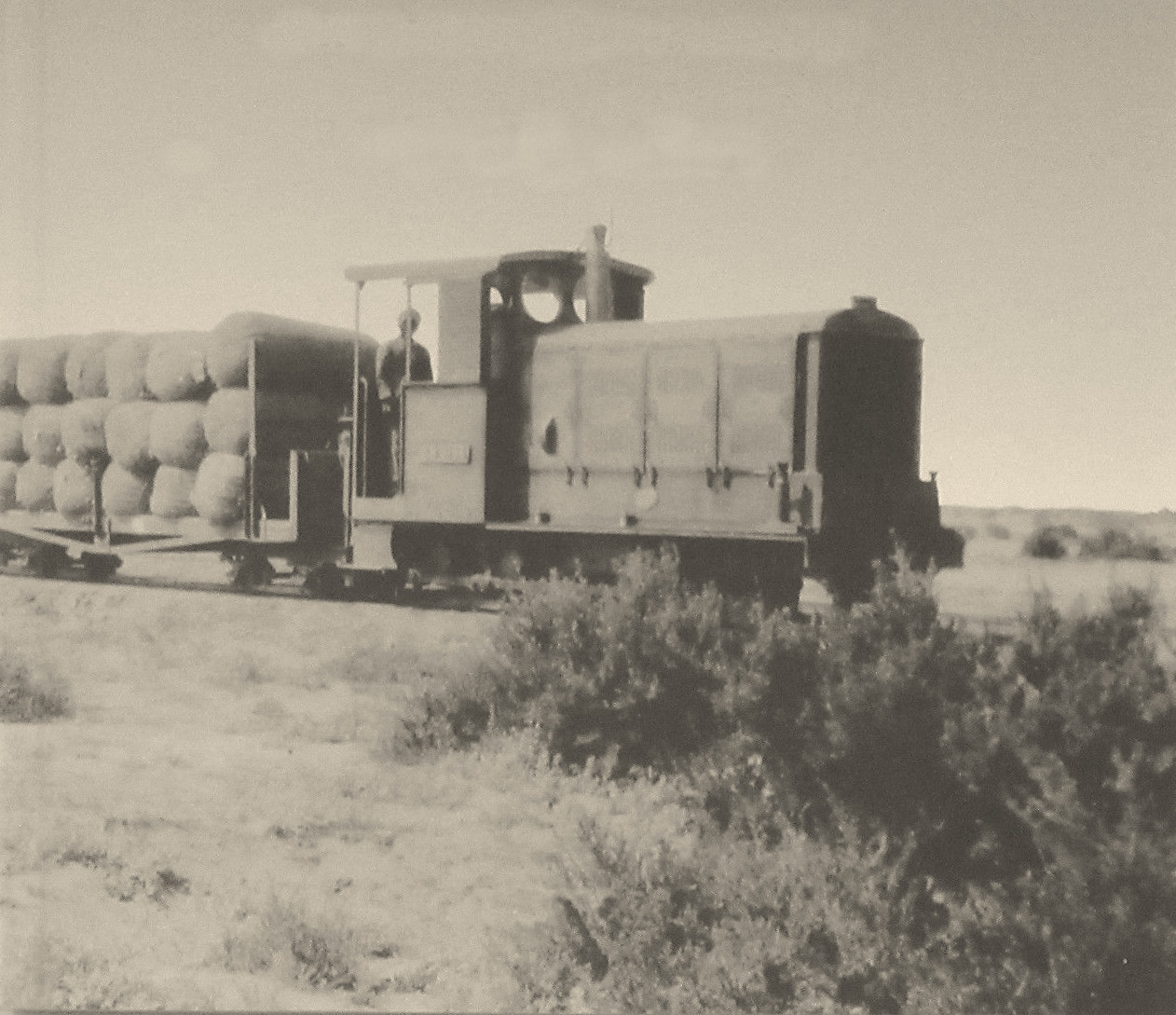
خط السكة الحديدية الخفيف توكر

طوكر مدينة تقع في أقصى جنوب شرق السودان في ولاية البحر الأحمر إلى الجنوب من بورتسودان في دلتا نهر بركة المنحدر من المرتفعات الجنوبية للمدينة ويعمل سكانها بالزراعة مشروع دلتا طوكر الزراعي
أهم المحاصيل القطن والذرة والدخن والخضروات وتتميز الزراعة في دلتا طوكر بأنها زراعة حيوية طبيعية لا يستخدم فيها التسميد أو المبيدات الزراعية الضارة وأكثر ما اشتهرت به زراعة القطن التي بدأت تحت حُكم الإنجليز والعثمانيين ممتاز باشا.
في طوكر كانت أكبر مصانع الغزل والنسيج في العالم، هي أول مدينة سودانية تهاتف أوروبا تيلفونياً وذلك لتحديد أسعار القطن في البورصة العالمية ويتم تحديد سعر القطن من تلك المدينة.

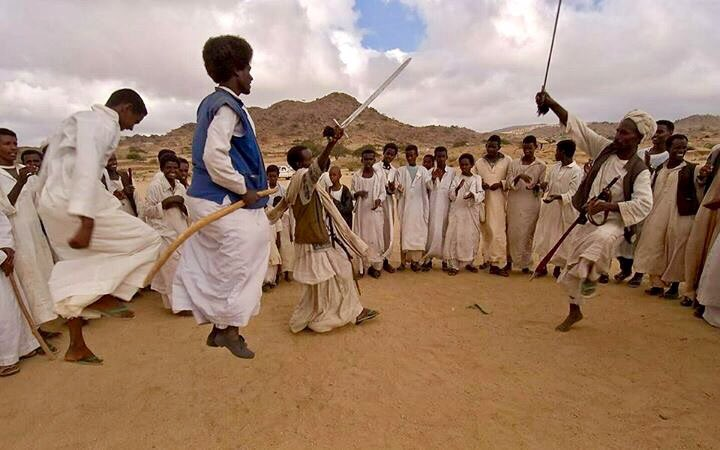
الزي التقليدي لأنسان طوكر

من السكان الأصليون لطوكر البني عامر والارتيقا والهدندوه والفلاتة والهوسا واليمانية والبرنو والنوبة والحباب والحضارمة وغيرهم ومناطق تواجدهم أيضا جنوب طوكر وبورتسودان ويوجدون في جميع أنحاء السودان 
و في مارس/ آذار عام 1997 هاجمة المعارضة السودانية منطقة جنوب طوكر قادمة من إريتريا وكانت ضربة البداية من منطقة قرورة أصدر والي ولاية البحر الأحمر المهندس عبد الله شنقراي أمر طوارئ قبل عامين برقم (10)لسنة ٢٠٢٠م والخاص بإعلان مدينة طوكر منطقة كوارث طبيعية وذلك نسبة لفيضان خور بركة.